# Acanthochitona subrubicunda
Acanthochitona subrubicunda är en blötdjursart som beskrevs av Eugène Leloup 1941. Acanthochitona subrubicunda ingår i släktet Acanthochitona och familjen Acanthochitonidae. Inga underarter finns listade i Catalogue of Life.